# Eugène de Goulard

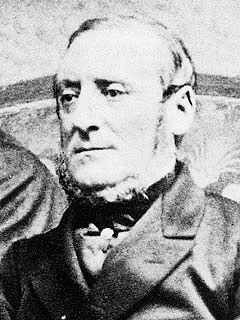
Eugène de Goulard.

Marie Thomas Eugène de Goulard, född 28 oktober 1808, död 4 juli 1874, var en fransk politiker.
Goulard var advokat och blev 1847 deputerad och 1849 medlem av lagstiftande församlingen. Han var motståndare till Louis Napoléon och blev deputerad i nationalförsamlingen 1871. Goulard blev handelsminister, 1872 finansminister och var inrikesminister 1872-1873. Han erhöll efter statskuppen 16 maj Patrice de Mac-Mahons uppdrag att bilda ny regering men misslyckades.